# Erik Stocklin
Erik Flynn Stocklin (New Jersey, 24 september 1982) is een acteur en componist, bekend van zijn terugkerende rollen in de televisieseries Stalker (2014) en Mistresses (2013) en zijn hoofdrol in Haters Back Off (2016-2017).

## Jeugd en carrière
Na de middelbare school studeerde Stocklin aan de Southern Connecticut State University, waar hij in 2007 een bachelor in theater behaalde. Tijdens zijn studie speelde hij vier zomers lang met de Elm Shakespeare Company in New Haven, Connecticut. Hij deed verdere ervaring op aan de Circle in the Square Theatre School in New York.
Stocklin heeft verschillende hoofdrollen gespeeld in speelfilms, waaronder Donner Pass en The Bad Guys. Hij verscheen ook op televisie, in terugkerende rollen in Stalker en Mistresses, en in een gastrol in The Vampire Diaries, Bones en Major Crimes. Hij was verder te zien in de nationale reclame in de Verenigde Staten voor Marmot, Apple, Hyundai, Mazda en McDonald's. In 2016 en 2017 vertolkte Stocklin een van de hoofdrollen in de Netflix-serie Haters Back Off, samen met de bedenker van de serie, Colleen Ballinger.

## Privéleven
In begin juni 2018 heeft hij bevestigd dat hij en zijn tegenspeelster uit Haters Back Off, Colleen Ballinger, een relatie hebben. Later die maand lieten Ballinger en Stocklin weten dat ze verloofd zijn en dat ze hun eerste kind verwachtten, een zoon. De baby werd geboren op 10 december 2018. In diezelfde maand zijn Colleen en Erik getrouwd. Op 6 november 2021 kregen ze een tweeling.

## Soundtracks
| Jaar | Titel                      | Rol   | Aantekeningen                                    |
| ---- | -------------------------- | ----- | ------------------------------------------------ |
| 2012 | Let's Big Happy (tv-serie) | Pilot | Componist                                        |
| 2018 | The Hug Song               |       | Zanger en componist, samen met Colleen Ballinger |